# 自然改造計画
自然改造計画 (しぜんかいぞうけいかく、ロシア語: План Преобразования Природы、英語: Great Plan for the Transformation of Nature) はソビエト連邦のヨシフ・スターリンによって1948年10月20日にソビエト連邦共産党中央委員会により提唱された、連邦内の農業生産性を上げるための土地開発や農業生産、運河建設に関する計画である。

## 実行の背景
このプロパガンダのモットーとキャッチフレーズは「自然の大改造」 (ロシア語: Великое преобразование природы)にあった。スターリンへの個人崇拝から、党協議会とソビエト連邦共産党中央委員会の賛成をもって1948年10月20日に«О плане полезащитных лесонасаждений, внедрения травопольных севооборотов, строительства прудов и водоемов для обеспечения высоких устойчивых урожаев в степных и лесостепных районах Европейской части СССР» (翻訳:防風林の植林、牧草の輪作の導入、ソビエト連邦領内のステップ地帯における穀物の生産性を高めるための貯水池建設などの計画に関して)として実行された。この背景には、1946年に干ばつが、1947年に飢饉が起き、500,000人～1,000,000人の人々が死亡すると見積もられた事実があった。

## 主な計画
灌漑運河網が南ソビエト連邦のステップ地帯と中央アジアの砂漠地帯に建設された。
計画はソビエト連邦南部のステップ地帯に防風林 (ロシア語: лесополоса) を多数植林するというものであり、これは1930年代にアメリカ合衆国北部のグレートプレーンズでダストボウルによる干ばつや大規模な被害が続いていた当時の対処法と良く似た手法であった。
政府はさらにいくつかの土地開発や治水工学、灌漑、水力発電に関する大規模プロジェクトを推し進めた。1965年まで計画は実行されたものの、プロジェクトはスターリンの死後ほとんどが中止された。非スターリン化が進む年月の間に、批判がプロジェクトに対し行われ、それは主に現在では信用するもののない農学者のトロフィム・ルイセンコが計画の指導的立場にあったことであった。計画やその実施という観点において欠陥があったにもかかわらず、計画は農業生産を向上させる自然環境の開発という生態学の原則を基本としていた。この原則は20世紀後半以降に復活したものであり、例えば、土地にあった適切な作物や牧草、樹木を植える際には、より雨量の多い地域において実行を課すよりも乾燥地帯において土壌侵食を減らす方がよりよい方法であると考えられている。